# Денегри, Альберто
Альбе́рто Дене́гри (исп. Alberto Denegri; 11 августа 1901 или 7 августа 1906, Лима — 18 мая 1973) — перуанский футболист, полузащитник, участник чемпионата Южной Америки 1929 и чемпионата мира 1930 года.

## Карьера
Играл за клуб «Университарио».
В составе сборной принимал участие в чемпионате Южной Америки 1929, сыграл на турнире три матча.
Играл на первом чемпионате мира. Выходил на поле в обоих матчах своей сборной.
В 1935 году также сыграл на ЧЮА. Перуанцы выиграли всего один матч.
Всего Альберто Денегри провёл за сборную восемь матчей, голов не забил.
| № | Дата           | Место проведения        | Соперник  | Счёт | Голы | Соревнование                 |
| - | -------------- | ----------------------- | --------- | ---- | ---- | ---------------------------- |
| 1 | 3 ноября 1929  | Буэнос-Айрес, Аргентина | Аргентина | 0:3  | —    | Чемпионат Южной Америки 1929 |
| 2 | 11 ноября 1929 | Буэнос-Айрес, Аргентина | Уругвай   | 1:4  | —    | Чемпионат Южной Америки 1929 |
| 3 | 16 ноября 1929 | Буэнос-Айрес, Аргентина | Парагвай  | 0:5  | —    | Чемпионат Южной Америки 1929 |
| 4 | 14 июля 1930   | Монтевидео, Уругвай     | Румыния   | 1:3  | —    | Чемпионат мира 1930          |
| 5 | 18 июля 1930   | Монтевидео, Уругвай     | Уругвай   | 0:1  | —    | Чемпионат мира 1930          |
| 6 | 13 января 1935 | Лима, Перу              | Уругвай   | 0:1  | —    | Чемпионат Южной Америки 1935 |
| 7 | 20 января 1935 | Лима, Перу              | Аргентина | 1:4  | —    | Чемпионат Южной Америки 1935 |
| 8 | 26 января 1935 | Лима, Перу              | Чили      | 1:0  | —    | Чемпионат Южной Америки 1935 |

Итого: матчей — 8 / голов — 0; побед — 1, ничьих — 0, поражений — 7